# Спурий Рутилий Крас
Спурий Рутилий (Ветурий) Крас (на латински: Spurius Rutilius (Veturius) Crassus) e политик на ранната Римска република.
През 417 пр.н.е. Спурий Крас, Агрипа Менений Ланат, Гай Сервилий Аксила и Публий Лукреций Триципитин са избрани за военни трибуни с консулски правомощия. Тази година се характеризира като относително спокойна във външните отношения, но напрегната във вътрешната политика на Рим, заради повдигането на аграрния въпрос от народния трибун.
Според Диодор Сицилийски името на Спурий Рутилий Крас е Спурий Ветурий Крас. Вероятно Диодор има право, тъй като когномен Крас се среща във фамилията Ветурии, но не и във фамилията Рутилии.